# I865
L'i865 (conosciuto anche con il nome in codice Springdale) è un chipset Intel presentato nel 2003 per supportare i Pentium 4 Northwood e i successivi Prescott su socket 478.
Parallelamente all'i865, Intel presentò anche l'i875 (Canterwood) che offriva prestazioni leggermente superiori grazie ad alcune specifiche tecnologie che miglioravano la latenza di accesso alla memoria RAM e ai bus di sistema.
I due chipset furono i successori, rispettivamente, dell'i845 (Brookdale) e dell'i850 (Tehama) presentati nel 2001.

## Caratteristiche tecniche

Schema a blocchi del chipset i865P

Dopo il primo chipset Intel con supporto alle memorie DDR, l'i845, Intel proseguì su questa strada e utilizzò il nuovo chipset i865 per ottimizzare le prestazioni della propria CPU Pentium 4 Northwood, che nel frattempo era arrivata a 3 GHz di clock, nei confronti del rivale AMD Athlon XP.

Schema a blocchi del chipset i865PE

Schema a blocchi del chipset i865G

Schema a blocchi del chipset i865GV

Le novità introdotte con l'i865 Springdale sono numerose e spaziano in quasi tutti i campi di azione di un chipset. Tra queste si possono citare il supporto dual channel a ben 4 GB di memorie DDR-333 o DDR-400, unite al BUS quad pumped per il processore di 533 MHz oppure 800 MHz.
Lo slot AGP diventava quello a 8x e, grazie all'introduzione del southbridge ICH5, i produttori di motherboard potevano integrare fino a 8 porte USB 2.0. Per la connessione delle periferiche di archiviazione era presente l'ormai tradizionale controller per due canali PATA di tipo UltraATA 100 ma, per la prima volta, veniva integrato il controller RAID in modalità "0". Con l'i865 fece il suo debutto anche lo standard SATA, a cui veniva offerto il supporto a 2 porte SATA-150. Lo standard audio integrato rimaneva quello AC '97 ma nella versione 2.3. Infine la scheda di rete non era integrata ma supportata attraverso il BUS PCI oppure CSA.
La comunicazione tra Northbridge e southbridge era la ormai tradizionale interfaccia a 266 MB/s.
Le versioni disponibili erano le seguenti:
- i865PE - supporto al BUS a 800 MHz
- i865G - supporto del sottosistema grafico
- i865GV - supporto del solo sottosistema grafico

Era disponibile anche una versione economica rimarchiata i848:
- i848P - assenza del supporto dual channel per la memoria RAM

## Il successore
L'i865 e il suo alter ego i875, furono rimpiazzati da Intel nel corso del 2004 dai primi chipset in grado di supportare lo standard PCI Express, ovvero l'i915 (Grantsdale) e l'i925 (Alderwood). In realtà i chipset della serie 8xx rimasero ancora a lungo i preferiti dagli utenti data la loro compatibilità anche con componenti del passato, offrendo quindi la possibilità di aggiornare le periferiche del sistema gradualmente.